# سميرة تي في
سميرة تي في (بالفرنسية: Samira TV)‏ قناة تلفزيونية جزائرية على قمر نايل سات وهي موجهة للمرأة الجزائرية والعربية. وتهتم بالطبخ الجزائري، إضافة إلى انها تبث حصص خاصة بالخياطة والتفصيل والتدبير المنزلي وكل ما يخص شؤون البيت، كما أنها تحافظ على عادات وتقاليد المجتمع الجزائري. يقع مقر القناة بالجزائر العاصمة. وتعد أول قناة متخصصة في الطبخ في الجزائر، كما تعد مالكتها أول امرأة تطلق قناة في الجزائر بهذا الحجم.
أتجهت قناة سميرة لتتحول ألى قناة شاملة, حيث عرضت في سنة 2023 مسلسل دار لفشوش, و في سنة 2024 الجزء الثاني من مسلسل دار لفشوش و مسلسل دموع لولية.

## ترددات القناة
تبث القناة على مدار نايلسات
- التردد: 10922 الترميز: 27500
- الاستقطاب: عمودي V

## أهم الطباخين
سليمة يعلى، فارس جيدي، لطفي حيمر، خديجة جكنون، عبد النور بن حنيش، نعيمة درويش، ليندا طالب....

## بنات الجزائري
حاليا تبث القناة برامج طهي مأكولات جزائرية
- كل يوم طبخة
- زين وهمة
- جنان لالة
- الخياطة
- الطاقية الذهبية
- استراحة قهوة
- خفيف ظريف
- صلصة ومعكرونة
- خبايا بن بريم
- حوريتكم
- لمسة شهرزاد
- سافر مع رشيد
- توأم الطبخ